# Kasachischer Eishockeyverband
Der Kasachische Eishockeyverband ist der nationale Eishockeyverband Kasachstans. Auf internationaler Ebene präsentiert die kasachische Eishockeynationalmannschaft den Verband. Amtierender Präsident ist Askar Mamin. Der Sitz und die Geschäftsstelle befindet sich in Astana.